# Donja Visočka
Donja Visočka – wieś w Chorwacji, w żupanii karlowackiej, w mieście Slunj. W 2011 roku liczyła 9 mieszkańców.